# 軍事全球化
軍事全球化（英語：military globalization）指的是在人類歷史的舞台上，世界主要區域內政治單元之間的軍事事務，產生聯繫、擴張、交往、衝突等相互影響接觸的一系列現象與過程，是
全球化現象下的一個單元。